# San Salvatore Telesino
San Salvatore Telesino község (comune) Olaszország Campania régiójában, Benevento megyében.

## Fekvése
A megye északi részén fekszik, 50 km-re északkeletre Nápolytól, 25 km-re északnyugatra a megyeszékhelytől. Határai: 

## Története
A települést a 10-11. században alapították az elpusztított ókori Telesia városának lakosai. A következő századokban nemesi birtok volt. A 19. században nyerte el önállóságát, amikor a Nápolyi Királyságban felszámolták a feudalizmust.

## Népessége
A népesség számának alakulása:

## Főbb látnivalói
- Rocca Casale (a település egykori várának romjai)
- Santa Maria Assunta-templom